# Гнатюк, Владимир Яковлевич
Владимир Яковлевич Гнатюк (8 [20] июня 1893, Житомир — не ранее 1933, неизвестно) — литературовед, историк-краевед, педагог, архивист.

## Биография
Родился 8 (20) июня 1893 года в городе Житомир.
В 1916 году окончил Петроградский историко-филологический институт.
В 1918—1928 годах преподавал в средних учебных заведениях Житомира и будущей Житомирской области. В 1928—1931 годах — учёный-архивист Волынcкого окружного архива, руководитель историко-археографического кабинета. С 1925 года — научный сотрудник научно-исследовательской кафедры языкознания при ВУАН. Делегат 1-го Всеукраинского съезда научных работников с Волыни (1925). В 1928 году — корреспондент и сотрудник Комиссии славянских литератур НИИ Тараса Шевченко в Харькове.
В 1928—1931 годах — профессор Волынского института народного образования (позднее — Житомирский институт социального воспитания, ныне — Житомирский государственный университет имени Ивана Франко).
В 1931—1933 годах — профессор и заведующий кафедрой Криворожского института профессионального образования.
В 1933 году — профессор Польского педагогического института в Киеве. Уволен с работы по необоснованным обвинениям в буржуазном национализме.
Дальнейшая судьба неизвестна.

## Научная деятельность
Автор статей по истории Украины и истории литературы Украины XIX века. Исследовал польско-украинские литературные отношения эпохи романтизма.

### Научные труды
- Напередодні упаду панщини на Волині. (З історії земельних відносин на Волині). «Записки Волинського землеустрійного технікуму», 1926, кн. 2.
- Впливи Максимовича на польсько-українську школу. «Україна», 1927, кн. 6.
- Шевченко в стосунках з поляками. «Червоний шлях», 1930, № 3.
- До перебування Коцюбинського в Житомирі. «Науковий збірник за 1928 рік». Киев, 1928.
- Падуєв, Рилєєв і декабристи. В кн.: «Записки Історично-філологічного відділу ВУАН», 1928, кн. 18.